# Robert Hudson (Produzent)
Robert Hudson (* 23. Mai 1960 in Seattle, Washington) ist ein US-amerikanischer Dokumentarfilmer. Als Produzent war er für den Oscar-nominierten und Emmy-prämierten  Mighty Times: The Legacy of Rosa Parks (2002) und den Oscargewinner Mighty Times: The Children’s March (2004) verantwortlich.

## Filmografie
- 1998: Rock the Boat
- 2001: A Place at the Table
- 2002: Mighty Times: The Legacy of Rosa Parks
- 2004: Mighty Times: The Children’s March